# Burg Deutschlandsberg
Die Burg Deutschlandsberg ist eine Felsenburg bei Deutschlandsberg im österreichischen Bundesland Steiermark.

## Lage
Die Burg liegt auf einem 511 m ü. A. hohen Felsvorsprung über der Laßnitz, die sich durch die sogenannte Klause, ein wildromantisches Tal, den Weg nach Osten bahnt. Am Fuße des Burgberges erstreckt sich Deutschlandsberg, dessen Wahrzeichen die Burg darstellt.
Die Burg steht unter Denkmalschutz. Sie liegt auf den Grundstücken .2/1; .2/2; 233/7; 233/11; 243/9; 331 der Einlagezahl (EZ) 95 in der Katastralgemeinde (KG) 61005 Burgegg. Weitere Grundstücke, auf denen sich (bereits eingehend untersuchte) Stellen befinden, wie das Grundstück 243/8 oder keine Funde zu erwarten sind (Straßengrundstücke) liegen außerhalb des denkmalgeschützten Bereiches, werden aber in der Literatur als Ort der Burg mit angegeben. Der Bereich der ebenfalls denkmalgeschützten Bodenfundstelle der Altburg (Tanzboden, Tanzplatz) ist im Flächenwidmungsplan ausgewiesen.

## Geschichte
Siedlungsspuren auf einer ebenen Stelle im Nordosten der heutigen Anlage, dem „Tanzplatz“ (auch „Tanzkogel“ oder „Tanzboden“ genannt und nicht zu verwechseln mit gleichnamigen Altburgstelle in Hollenegg-Neuberg), belegen eine Besiedlung aus urgeschichtlicher Zeit. Dort wird eine befestigte Siedlung als Holz-Erde-Anlage vermutet. Diese Anlage wird auch als „Altburg Deutschlandsberg“ bezeichnet. Funde stammen aus der Jungsteinzeit (Lasinjakultur, ungefähr 3900–3300 v. Chr.) und späteren Perioden, wie z. B. Tonscherben von Furchenstichkeramik vom Typ der in der Steiermark verbreiteten Retz-Gajary-Kultur aus der frühen Kupferzeit ca. 2800–2400 v. Chr. In der Hallstattzeit wurde eine mit einem Wallsystem befestigte Siedlung errichtet. Im Bereich des heutigen Parkplatzes und am Südhang des Burgbereiches sind spät-latènezeitliche Gebäude dokumentiert. Im Süden des Burgbereichs befinden sich jene Fundstellen, die durch ihr Fundmaterial eine Vorgängeranlage aus dem 10./11. Jahrhundert erschließen lassen. Bisherige Forschungen zeigen, dass in diesem Bereich nicht zwei Burgen existiert haben, sondern von einer (zumindest phasenweise) parallelen Nutzung beider Bereiche auszugehen ist. Weitere Spuren konnten aus der Römerzeit und nachfolgenden Jahrhunderten bis in das Frühmittelalter (7. Jahrhundert) gefunden werden.
Allein im Fundmaterial archäologischer Grabungen in den Jahren 2015 und 2016 wurden 47.940 Keramikfragmente (davon 4756 Rand-, 40.550 Wand- und 2634 Bodenstücke von Töpfen, Schalen und anderen Gefäßen aus Keramik) gefunden. Weiters wurden mehrere tausend Tierknochen gefunden, von denen 2952 taxonomisch näher bestimmt wurden. Wichtige Fundstücke sind in einer Reihe von Publikationen veröffentlicht. Die Funde bestätigen, dass am Ort der Deutschlandsberger Burg bereits vor der Errichtung des (in das 12. Jahrhundert datierte, erste größere Befestigung) ursprünglichen Polygonalturmes eine frühhochmittelalterliche Siedlungstätigkeit nachweisbar ist.
Um 970 schenkte Kaiser Otto I. das Gebiet des heutigen Deutschlandsberg dem Erzbistum Salzburg. In der ersten Hälfte des 12. Jahrhunderts wurde ein Bau mit einem Hauptturm aus Stein vermutlich unter Erzbischof Konrad I. errichtet und dem Ministerialengeschlecht der (nach dem Ort benannten) „Lonsberger“ übergeben. 1153 ist ein Fridericus de Lonsberch als Burggraf dokumentiert. Im gleichen Jahr wird auf der Burg Lonsperch eine Messkapelle eingerichtet, die dem Hl. Laurentius geweiht ist. Es gibt Hinweise darauf, dass die auf der anderen Seite des Laßnitztales liegende erste Befestigungsanlage dieser Gegend damals noch bestand und somit in diesem Gebiet zwei Wehranlagen gleichzeitig existierten: Die Burg Deutschlandsberg und der beim Schloss Frauental im Gebiet der Filialkirche St. Ulrich vermutete Nidrinhof aus der Zeit bairischen Kolonisation im 10. Jahrhundert.

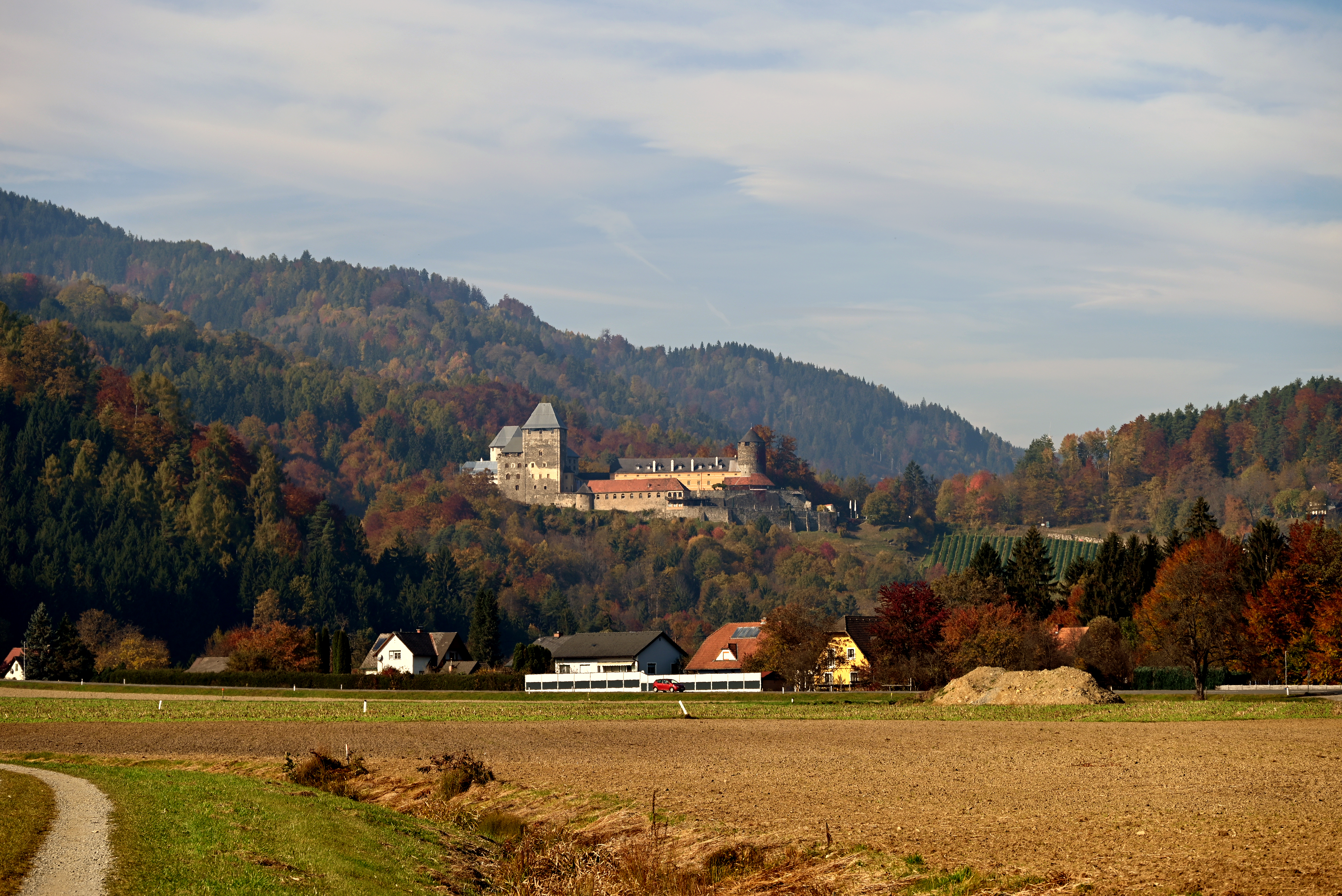
Die Burg liegt über den Weingärten und den Villen im Westen der Stadt, Blick vom Leibenfeld im Süden

In den Jahren 1185 und 1188 ist die Burg erstmals als Burg (castrum) „Lonsperch“ urkundlich erwähnt. 1292 wurde in ihr der Landsberger Bund als Grundlage des Aufstandes des steirischen Adels gegen Herzog Albrecht I. abgeschlossen. Nach einem Brand des westlichen Burgteiles im 13. Jahrhundert wurde im 14. Jahrhundert eine neue gotische Burganlage errichtet, der Turm wurde restauriert. Nach einer Besetzung durch den Ungarnkönig Matthias Corvinus von 1479 bis 1490 erhielten die Salzburger die Burg zurück und befestigten sie neu. Unter Hans Jacob von Kuenburg wurde ein Neubau der Burgkapelle 1597 begonnen, ihr Bau 1607 vollendet. Diese Kapelle war dem Hl. Ruprecht, dem Schutzpatron von Salzburg, geweiht.
1532 widerstand die Anlage einem Angriff der Türken. In weiterer Folge wurden zahlreiche Um- und Neubauten durchgeführt. Der Rezess von Wien klärte 1535 die Rechtsstellung des Burgbesitzes insoweit, als das Gebiet danach als Teil der Steiermark (und nicht als Exklave Salzburgs) zu behandeln war. Das Geschlecht der Kuenburger erstand 1595 die Burg, das Erzbistum Salzburg kaufte sie 1630 wieder zurück. Die Burg wurde danach Zentrum des Salzburger Grundbesitzes in der Weststeiermark. 1803 ging die Anlage in staatlichen Besitz (Ärar) über, 1811 wurde sie vom Grafen Moritz von Fries erstanden, bis sie schließlich 1820 in die Hände des Fürstenhauses Liechtenstein gelangte.
Bis in die erste Hälfte des 19. Jahrhunderts befand sich im mittelalterlichen Teil der Burg ein Rittersaal, an dessen Decke Reste einer Malerei erkennbar waren, die eine Schlacht aus dem Dreißigjährigen Krieg darstellte. In einem Fürstenzimmer befanden sich noch einige Porträts von Salzburger Erzbischöfen. In der Schlosskapelle wurde ein Bild aufbewahrt, dass an die Rückkehr des Schlosshauptmannes Fröhlich von Fröhlichsberg erinnerte, der 1683 mit 300 Männern zur Befreiung Wiens von der 2. Türkenbelagerung aufgebrochen war und glücklich wieder zurückkam.
Am 7. August 1830 wurde der (später weitgehend abgetragene) runde Glockenturm durch Blitzschlag in Brand gesetzt, das Feuer konnte aber durch tatkräftige Hilfe von Ortsbewohnern eingegrenzt und ein Übergreifen auf das Schloss verhindert werden. Die Grundherrschaft Liechtenstein äußerte dafür mit einem Schreiben vom 21. August 1830 durch Josef Egger, Bezirkskommissär und fürstlicher Güter-Inspektor, ihren ausdrücklichen Dank „an die ehrsame Bürgerschaft Deutsch-Landsberg“.
1876 wurde der Runde Turm im Norden der Anlage verkürzt, 1885/1890 der romanische Turm mit den Resten der ersten Burgkapelle gesprengt. 1932 erwarb die Stadtgemeinde Deutschlandsberg die Burg. Die Anlage hatte bis dahin zum Fideikommissgut der Herrschaft Liechtenstein gehört. Um 1945 war die Burg stark verfallen. Mit Bausteinaktionen, Burgfesten und freiwilligen Helfern wurde die Anlage danach in der Zeit des Bürgermeisters Paul Dittrich (1946–1948) zumindest gesichert, Schutthaufen entfernt und der Höhenunterschied im Burghof von 2,68 Metern durch Terrassen und Stufen ausgeglichen. Der romanische Turm wurde in den Jahren 2011/12 nach Plänen, die aus der Zeit um 1803 stammten, wieder aufgebaut, ebenso wurde die um 1631 erweiterte Burgzisterne wieder zugänglich gemacht und am Tag des Denkmals 2014 in Führungen erklärt. Die Zisterne sammelte das Wasser von den Dachflächen in einer ausgeklügelten Anlage, in der es durch mehrere Klärvorrichtungen und einen Sandfilter gereinigt wurde.
Der Turmneubau am Standort des romanischen Turms hat vier Etagen, ist mit einem zeltartigen Dach gedeckt und wird für Museumszwecke verwendet. Der Aufwand von 800.000 € wurde weitgehend aus Förderungen der EU (Regionalfonds EFRE) und des Landes Steiermark finanziert. Die romanische Kernburg zu seinen Füßen wurde ebenfalls renoviert, der Neubau ihrer Ringmauer am Steilabfall zur Laßnitzschlucht wurde 2014 begonnen.
2017 wurde der Hauptturm, der das Aussehen der Anlage prägt, mit einem 15 m hohen, 60 Grad steilen Dach aus Titanzinkblech versehen, dessen Aussehen der Dachform im 19. Jahrhundert nachempfunden ist und dessen Lebensdauer auf Jahrhunderte geschätzt wurde. An Kosten wurde ein Betrag von 270.000 Euro genannt, der vom Land Steiermark zur Verfügung gestellt wurde und zu 80 Prozent aus Fördermitteln der Europäischen Union stammte.

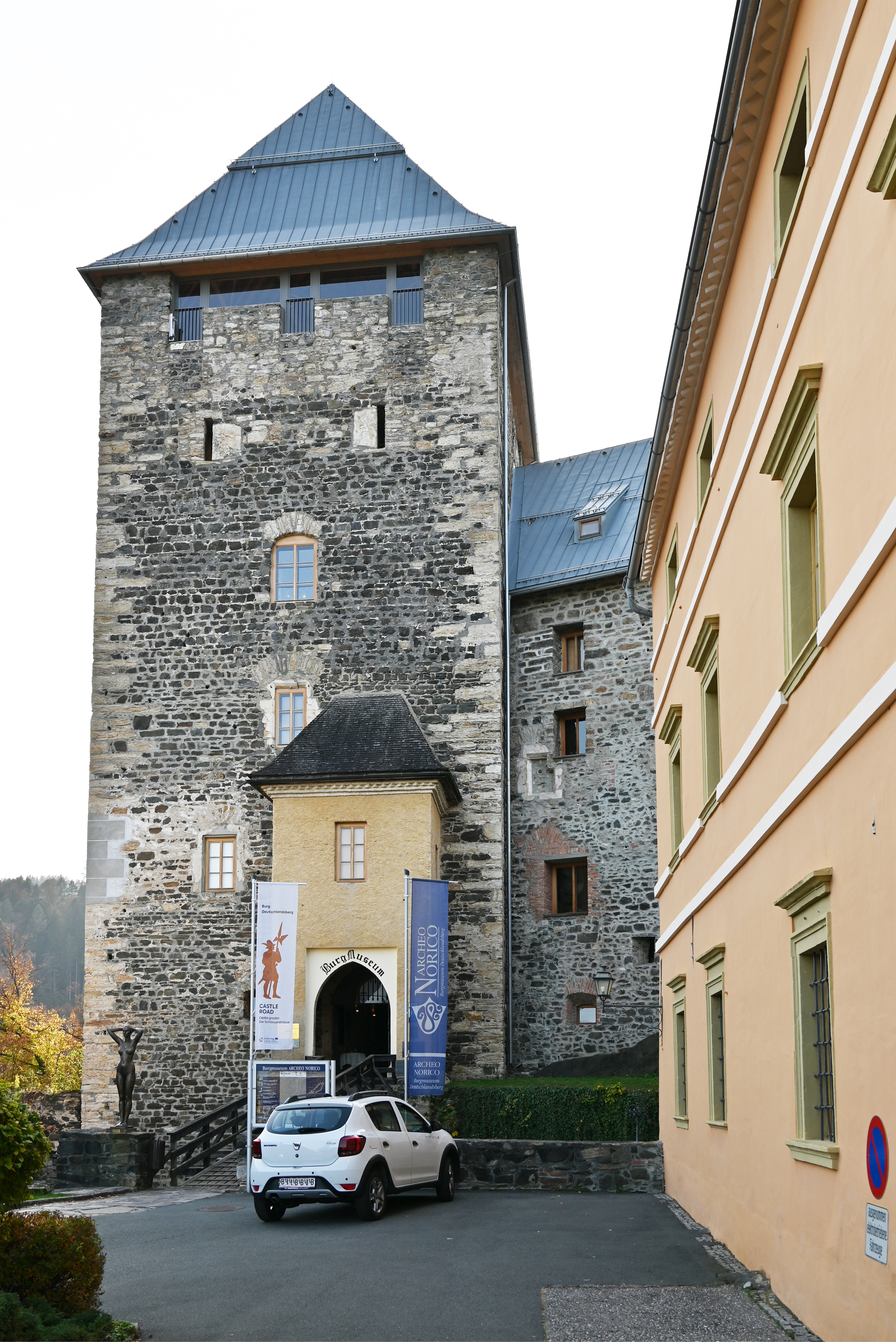
Turm mit neuem Dach ab 2017, Eingang zum Burgmuseum

Der Name der Burg geht im Wortteil „Land-“ nicht auf das deutsche Wort für ein Gebiet, sondern auf einen slawischen Ausdruck zurück, der auch im Namen Laßnitz enthalten ist und der im Süden Österreichs mehrfach vorkommt. Er bezeichnet eine Rodungsstelle, feuchte Wiese, einen Waldbach usw. Die Silbe „Deutsch-“ wurde erst im 19. Jahrhundert vor den Namen gesetzt, um das damalige Landsberg vom Ort gleichen Namens in Slowenien „Windisch-Landsberg“ zu unterscheiden: dieses heutige Podčetrtek lag damals ebenfalls noch in der (Unter-)Steiermark.

## Anlage

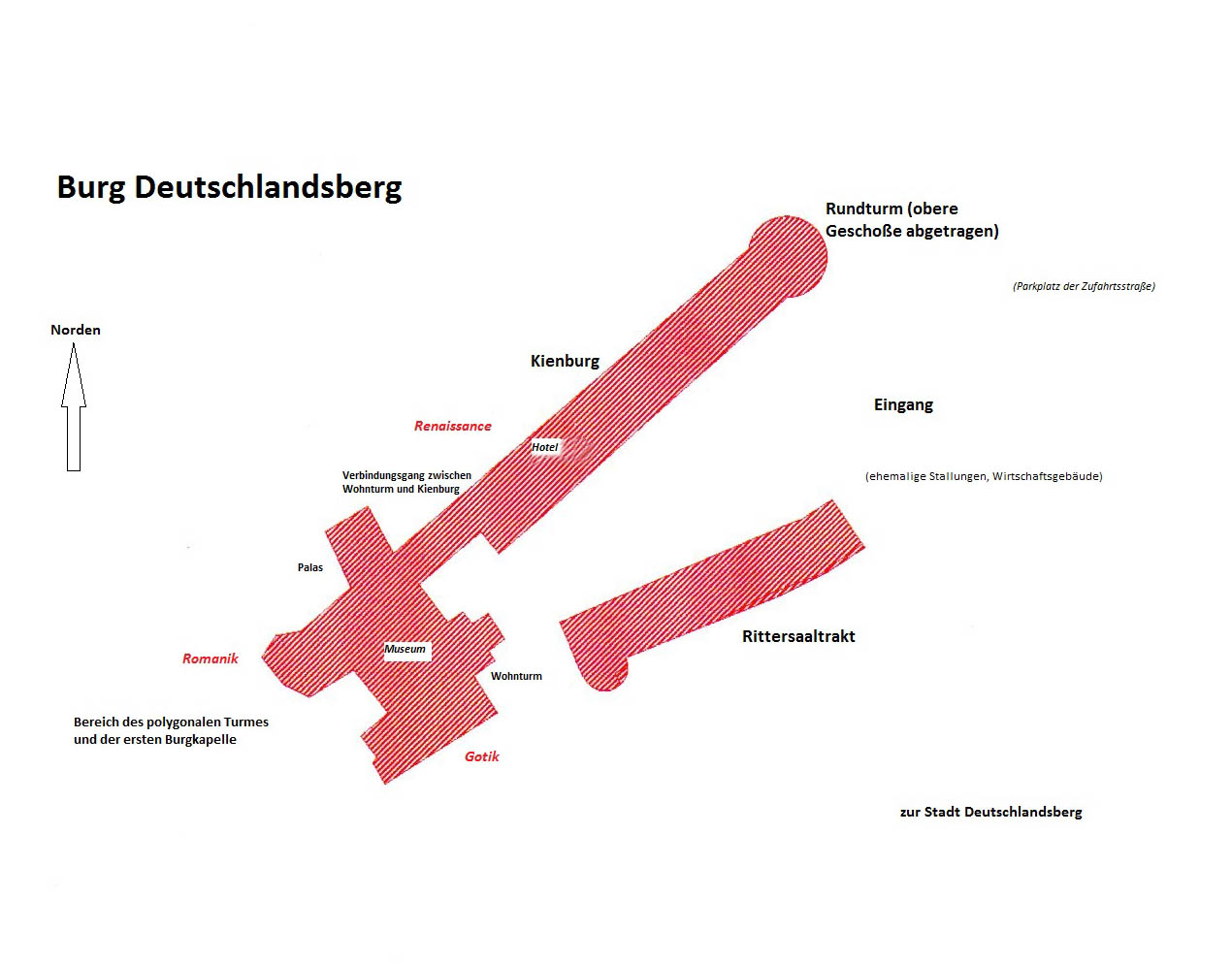
Gebäude der Burg Deutschlandsberg (zum Tanzplatz rechts oben)

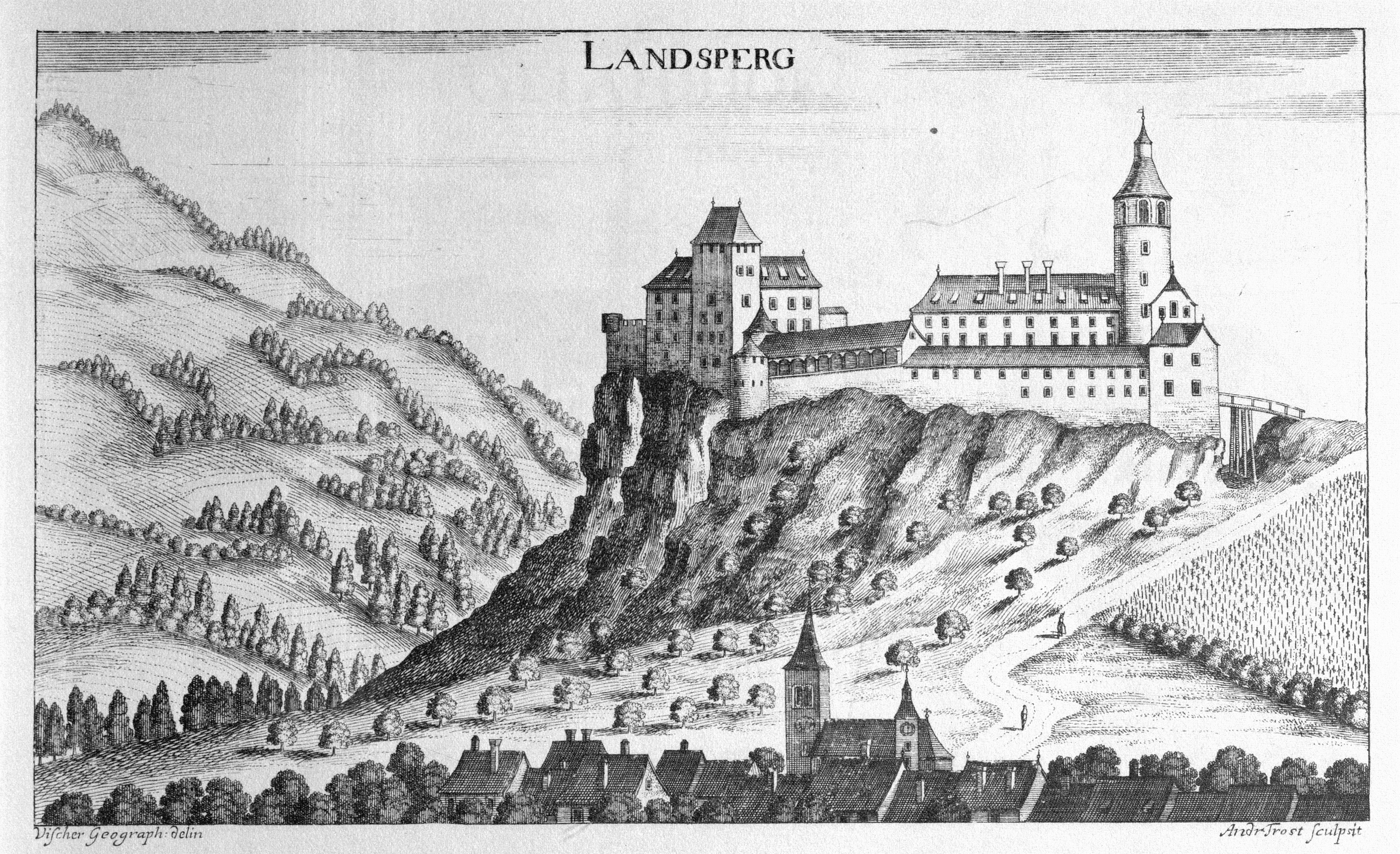
Burg Deutschlandsberg (1681)

Den Zugang zur Burg bildet ein Tor an der Nordostseite. Die ältesten noch sichtbaren Teile der Anlage befinden sich im Südwesten. Dort befindet sich das Turmhaus aus der Zeit der Gotik, das das Erscheinungsbild der Anlage prägt.
Hinter diesem Bau (südwestlich davon) wurden die Reste der ältesten Bauwerke entdeckt: eines mehreckigen (polygonalen) Turmes, der in das beginnende 12. Jahrhundert datiert wird. Dieser Turm war durch einen Graben geschützt, über welchem noch im Hochmittelalter eine Burgkapelle errichtet wurde. An diese schloss sich ein Wohngebäude (Palas) an. Der heute vor dem Turmbau liegende Graben ist bereits der zweite Burggraben. Für den Beginn des 19. Jahrhunderts ist für die Anlage die Bezeichnung „Landsberg und Thurn“ dokumentiert. Das wird darauf zurückgeführt, dass sie zwei Türme umfasste, die später durch mehrere Wohngebäude miteinander verbunden wurden. Ob das als Hinweis darauf gedeutet werden kann, dass am heutigen Standort der Burg ursprünglich zwei zunächst getrennte Siedlungs- oder Befestigungsanlagen entstanden waren, ist nicht belegbar.
Das Turmhaus entspricht dem in der Weststeiermark häufigen Typ. Es wurde in der ersten Hälfte des 14. Jahrhunderts errichtet, gotische Spitzbogengewände belegen dies. An das Turmhaus schließen nördlich davon mit 1604 datierte Erweiterungsbauten aus der Renaissance an, die durch einen Verbindungsgang mit dem Altbau verbunden sind. Dieser Bereich wird Kienburg genannt. Im Süden dieses Traktes befindet sich ein umgebauter „Rittersaaltrakt“, ein nordwestlich davon liegender Stalltrakt ist abgetragen, scheint aber auf älteren Darstellungen mit seinen Fensterreihen noch auf. In der noch weiter nordöstlich liegenden Vorburg befindet sich der heutige Eingangsbereich. Auch dort wurden Fundamente eines Gebäudes aus dem Mittelalter und Fundstücke geborgen, die – gemeinsam mit Funden vom „Tanzplatz“, der urzeitliche Siedlungsstelle in der Nähe – auf mehrere Gebäude (mit zwei Kachelöfen) schließen ließen.
Aus den Funden wird belegbar, dass sich die Burg Deutschlandsberg im Mittelalter bereits vom ältesten südlichen Teil bis in den Bereich des Tanzplatzes erstreckt hat.
Die Anlage wurde durch eine Reihe von archäologischen Grabungen eingehend untersucht. Die daraus entstandenen Publikationen machen die Burg Deutschlandsberg zu einer der bestdokumentierten Burgen der Steiermark. Fundmaterial ist im Burgmuseum ausgestellt.
Die Burg ist durch eine Straße und mehrere Wanderwege von Deutschlandsberg aus leicht erreichbar. Der Bahnhof Deutschlandsberg befindet sich in etwa zwei Kilometer Entfernung.

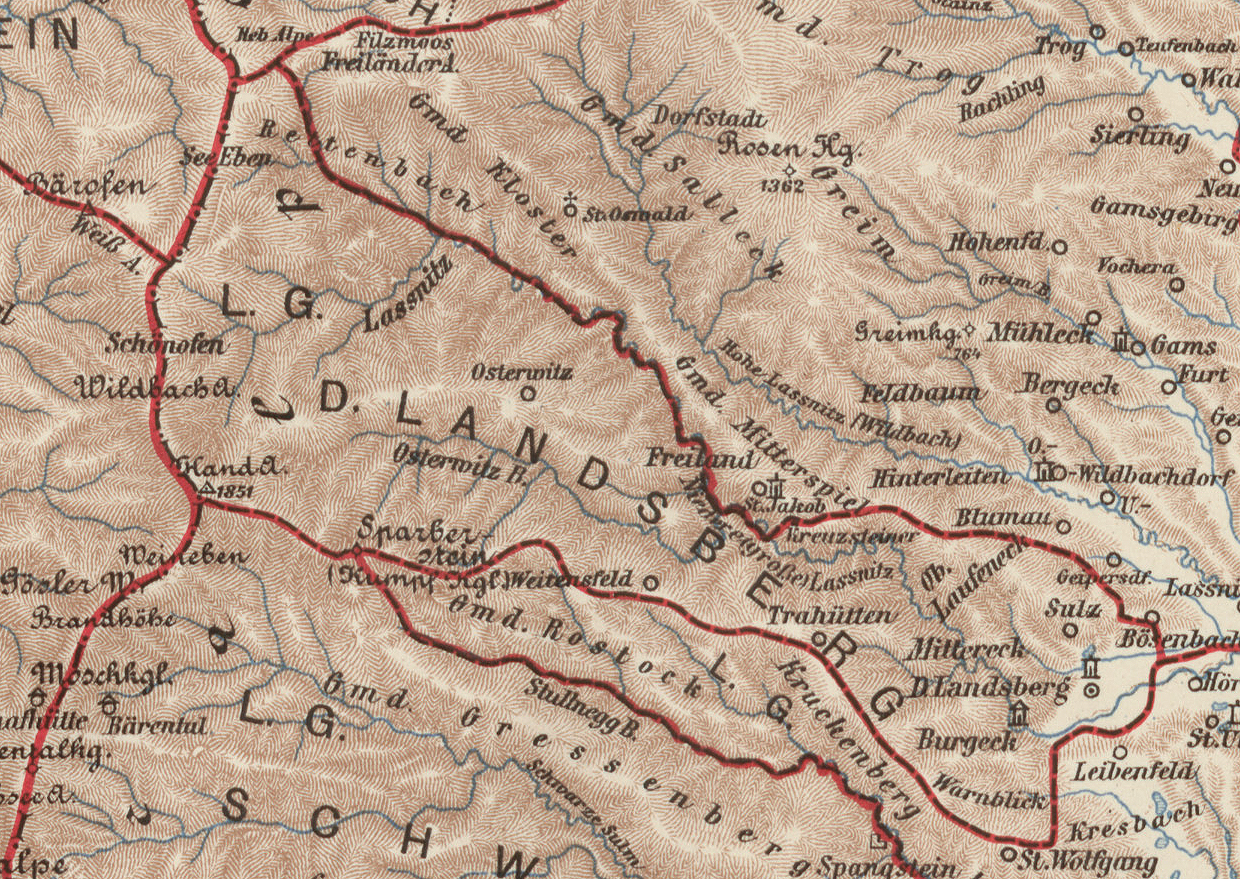
Der Sprengel des Landgerichtes Landsberg vom 16. bis zum 18. Jahrhundert

## Funktion
Vom 12. Jahrhundert bis zum Jahr 1803 war die Burg Verwaltungssitz für die Besitzungen der Erzdiözese Salzburg in der Weststeiermark. Sie war Zentrum eines Gerichtssprengels, dessen Zuständigkeitsbereich vom Ort Deutschlandsberg bis an die Grenze zu Kärnten auf der Koralpe reichte: des Landgerichtes (Deutsch-)Landsberg. Diese Sonderstellung wurde auf die Immunität des Gebietes seit dem 12. Jahrhundert (1178, unsicher) unter der Herrschaft des Erzbistums Salzburg zurückgeführt.
Wie eine Reihe anderer Befestigungsanlagen des Gebietes (z. B. Schwanberg, Spangstein, Wessenstein) lag auch die Burg Deutschlandsberg am Beginn von Wegen über den Koralpenzug von der Steiermark nach Kärnten: Dies waren die Straße über Trahütten und die Weinebene südlich der Burg und die Straße über Freiland, Kloster und die Hebalm nördlich von ihr.
Am Berg südlich gegenüber der Burg Deutschlandsberg, jenseits des tief eingeschnittenen Tals der Laßnitz, liegt beim Kraxnerkogel ebenfalls eine alte Siedlungsstelle. Diese Stelle liegt ca. 750 m Luftlinie entfernt von der Burg Deutschlandsberg an der Straße nach Trahütten und zur Weinebene, sie wurde bis in das Mittelalter genutzt. An ihr wird der Standort einer Turmburg angenommen. Ob und welche Beziehungen die beiden Plätze zueinander hatten, ist in der Literatur nicht belegt.
Ab 1958 wurde die Anlage von der Stadtgemeinde Deutschlandsberg unter Beibehaltung der Gebäudestruktur zu einem Museum („Archeo Norico“) und Veranstaltungsräumen mit einem Gastgewerbebetrieb ausgebaut.

## Burgmuseum

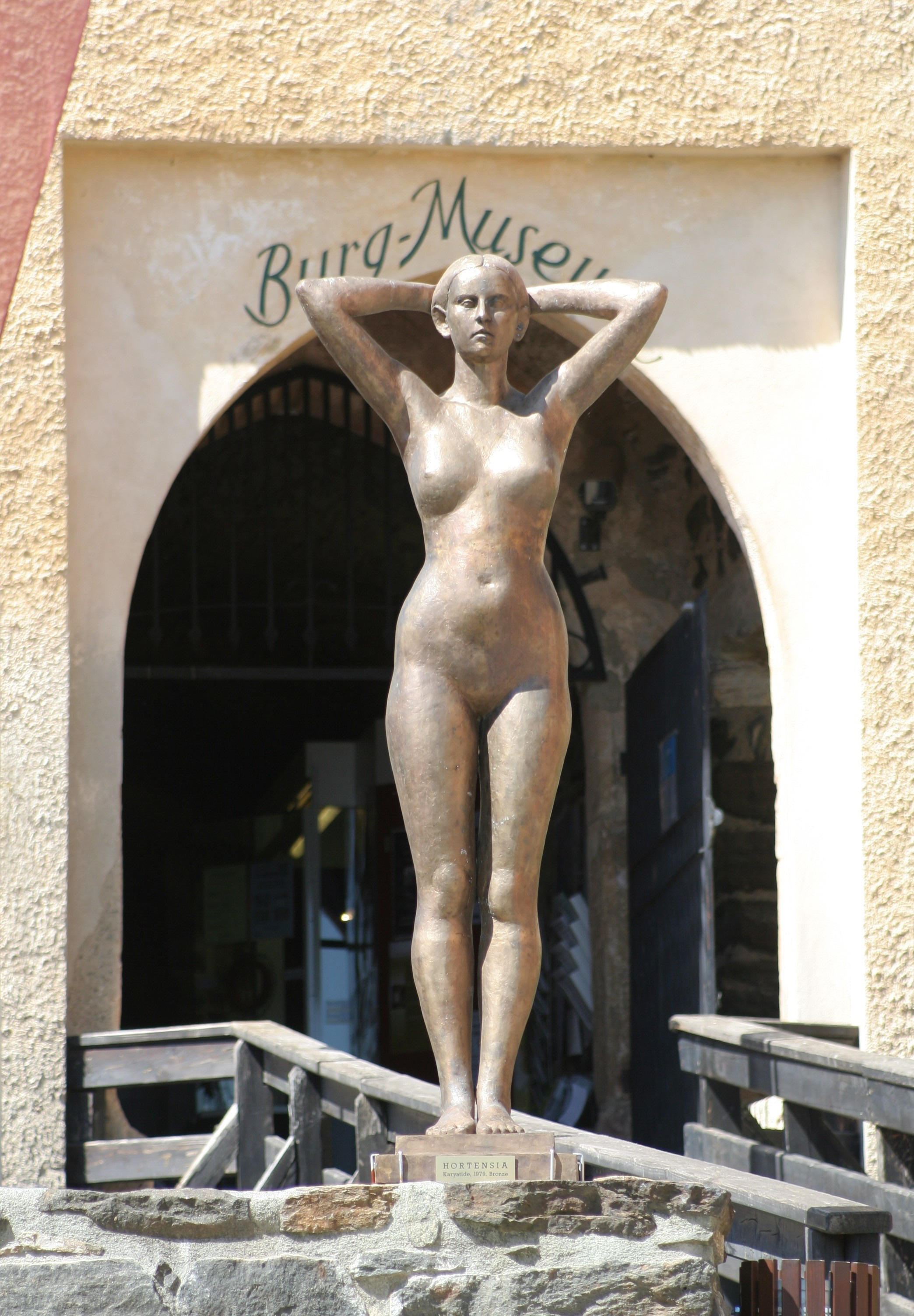
Hortensia: Karyatide, 1979

1981 wurde das Burgmuseum (heute „Archeo Norico“) eröffnet. Es enthält folgende Dauerausstellungen:
- Ausstellung für Vor- und Frühgeschichte
- eine Keltenausstellung (Mythos Kelten)
- Waffenausstellung
- Folterkammer
- Antiker Gold-, Silber- und Bronzeschmuck
- Vom Waldglas zum ersten Industrieglas – 3000 Jahre steirisches Glas

Wechselnde Sonderausstellungen ergänzen das Angebot. Das Burgmuseum enthält auf 1600 m² Ausstellungsfläche Exponate aus der Zeit von 5000 v. Chr. bis in das 19. Jahrhundert. Schwerpunkte des Museums sind die Bronzezeit, die Urnenfelderkultur und die Latènezeit. Die Gold- und Bronzefunde werden zu den eindrucksvollsten Metallfunden dieser Zeiten gezählt. Die historischen Funde stammen weitgehend aus der Gebrüder Steffan-Stiftung für Vor- und Frühgeschichte, durch welche Ausstellungsstücke aus Familienbesitz in Zusammenarbeit mit dem Bundesdenkmalamt zugänglich werden.
Im Museum wird eine Bleistiftzeichnung aus dem Jahr 1662 ausgestellt, deren Original bei der Eröffnung der Ausstellung über die Burg 2018 gemeinsam mit einigen Ausstattungsgegenständen der ehemaligen Burgkapelle (Leuchter, Velum, Kanontafeln, Betrachtungsbuch) an das Museum übergeben wurde.
Die von der Bildhauerin Hortensia 1979–1984 geschaffene, 185 cm hohe Bronzeskulptur „Karyatide“ ziert seit 2009 den Eingang zum Museum und ist dort zu einem beliebten Fotomotiv geworden.

### Kritik
In der etablierten archäologischen Forschung wird kritisiert, dass der beeindruckende Bestand an Metallfunden, den das Museum präsentiert, zu großen Teilen durch jahrzehntelange Raubgräberei und Sondengehen bzw. aus dem Ankauf von Objekten mit dubiosem Hintergrund zustande gekommen sein dürfte. Dementsprechend haben viele Stücke keine oder nur eine vage Provenienzangabe und sind somit auch von geringerem wissenschaftlichen Wert.